# Меєргольд Всеволод Емільович

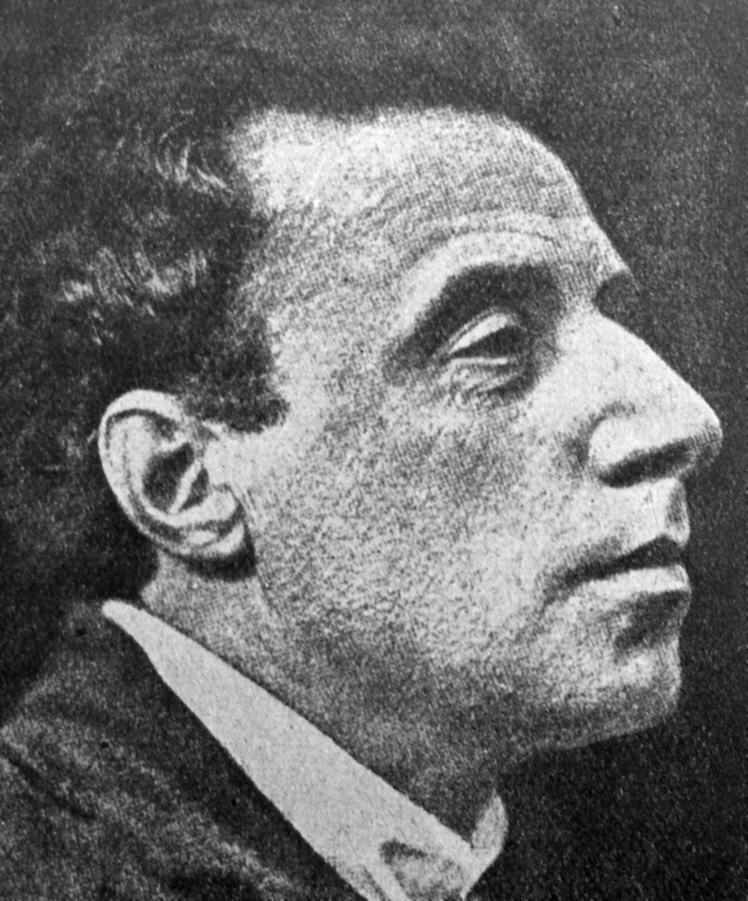

Всеволод Емільович Меєргольд (рос. Всеволод Эмильевич Мейерхольд), справжнє ім'я — Карл Казимир Теодор Меєргольд (нім. Karl Kasimir Theodor Meyerhold); 28 січня (9 лютого) 1874, Пенза — 2 лютого 1940, Москва) — російський і радянський театральний режисер, актор, педагог, народний артист Республіки (1923). Один із реформаторів театру. Розробник оригінальної системи фізичного вдосконалення актора — біомеханіки.

## Життєпис
Народився 28 січня (9 лютого) 1874 року в Пензі в зросійщеній німецькій родині Еміля Меєргольда, власника винно-горілчаного заводу. Захоплення батьків театром, музикою, участь у дитячих виставах домашніх відіграли важливу роль у формуванні майбутнього режисера.
Інтерес до театру зміцнів у хлопчика під час навчання в гімназії, де Меєргольд був учасником аматорських вистав, відвідував пензенський драматичний гурток під керівництвом Дмитра Волкова. Гімназичний курс Меєргольд завершив пізно, бо тричі залишався на другий рік.
У 1895 році Меєргольд закінчив 2-у Пензенську гімназію і в тому ж році вступив на юридичний факультет Московського університету. Складні відносини з сім'єю призвели до того, що Карл прийняв православ'я і на честь письменника Гаршина вибрав ім'я Всеволод. Тоді ж при відмові від німецького громадянства в російський паспорт було вписане змінене прізвище Меєргольд (рос. Мейерхольд).
У 1896 році Меєргольд кинув навчання в університеті та вступив у музично-драматичне училище Московського філармонічного товариства, яке закінчив у 1898 році.
У тому ж році він був запрошений Володимиром Немировичем-Данченком в трупу Московського Художнього театру, де здобув амплуа гострохарактерного актора. За чотири сезони, проведених в МХТ він зіграв 18 ролей, серед яких Треплєв в спектаклі «Чайка», Тузенбах у «Трьох сестрах», Йоганнес Фокерат в «Самотніх», Іоанн в «Смерті Івана Грозного». Меєргольд був першим виконавцем ролей Василя Шуйського у виставі «Цар Федір Іоаннович», принца Арагонського в спектаклі «Венеціанський купець», маркіза Форліпополі в «Шинкарці», Тірезія в «Антигоні», Мальволіо в «Дванадцятій ночі».
12 лютого 1902 року Меєргольд оголосив про свій вихід зі складу трупи МХТ. З весни 1905 року до початку 1906 Меєргольд знову грав у складі трупи — виконував роль Треплєва у відновленому спектаклі «Чайка».
З 1902 року почалася його самостійна режисерська робота. Він очолив разом з Олександром Кошеверовим групу молодих акторів у Херсоні, яка називалася «Товариство нової драми».
По закінченню зимового сезону в Херсоні (1902—1903) його трупа в повному складі грала в Миколаєві (Великий Піст 1903 року) і в Севастополі (весна 1903). В зимовий сезон 1903—1904 року продовжив справу в Херсоні (без співантрепренера), а сезон 1904—1905 років тримав антрепризу в Тифлісі.

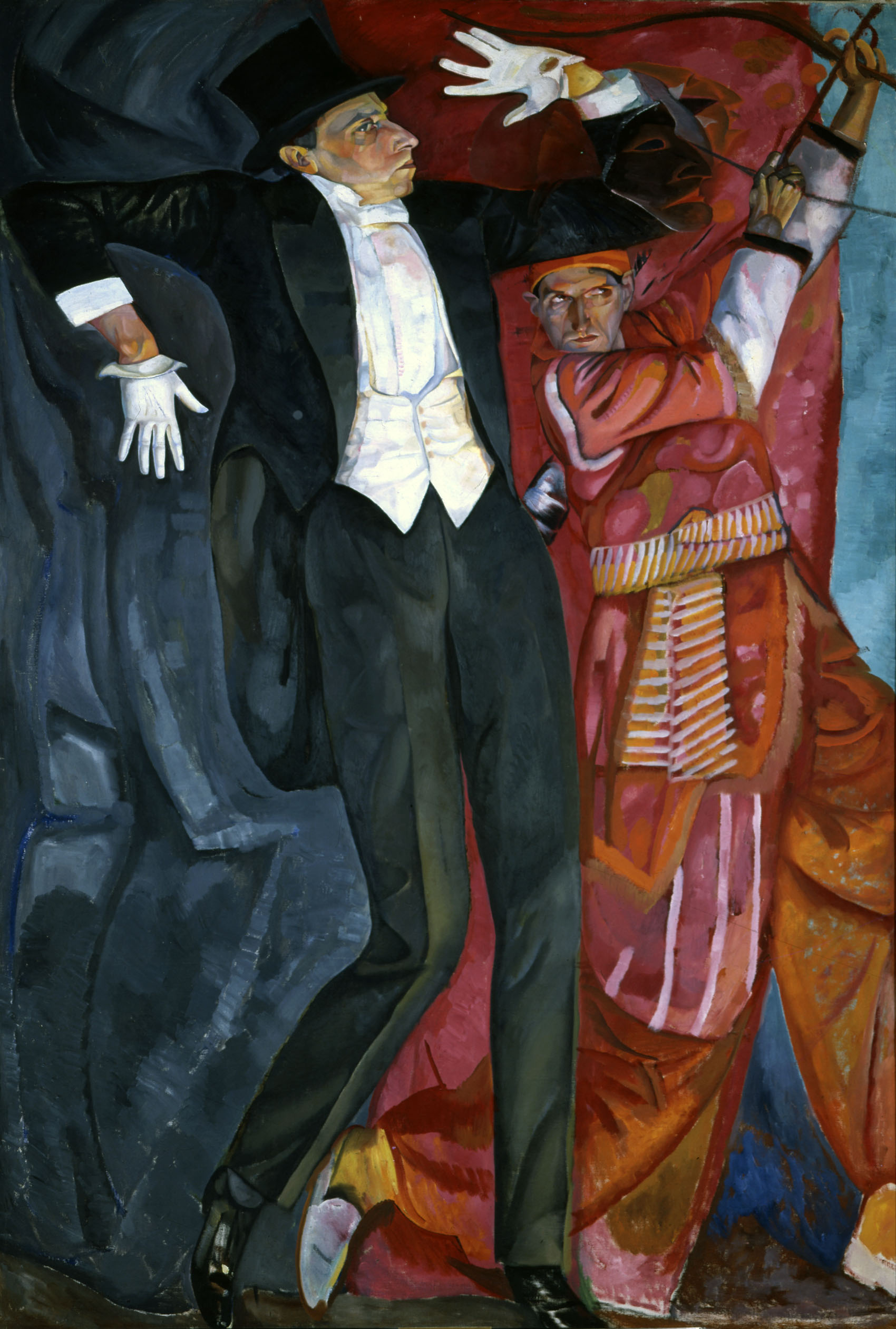
Портрет Всеволода Меєргольда, Борис Григор'єв

З 1902 по 1905 роки Меєргольд здійснив постановку 170 вистав. У цей час почалося формування мистецької програми режисера, пов'язаної з поетикою символізму, з принципами та стилістикою умовного театру. Найповніше ця стилістика втілилася в Петербурзькому театрі імені В. Ф. Коміссаржевської, де в 1906 році Меєргольд став головним режисером. За один сезон Меєргольд випустив 13 вистав, серед яких «Сестра Беатриса» Моріса Метерлінка, «Балаганчик» Олександра Блока, «Життя людини» Леоніда Андрєєва.
У 1908 році Меєргольд був запрошений до складу режисури петербурзьких імператорських театрів. Він 10 років пропрацював в Олександрійському та Маріїнському театрах, поставивши там 21 драматичну і 10 музичних вистав.
У петербурзький період роботи почалася педагогічна діяльність Меєргольда. Всеволод Емільович викладав у театральній школі Даннемана, на музично-драматичних курсах Полока. У 1913 році відкрилася його студія. Меєргольд розвивав ідею виховання актора, який впевнено володіє своїм тілом, голосом, здатного в потрібному темпі і ритмі виконати будь-яке завдання режисера. У книзі «Про театр» (1913) він теоретично обґрунтував концепцію «умовного театру», протиставлену сценічному натуралізму.
У 1915 році Меєргольд зняв як режисер кінофільм «Портрет Доріана Грея» за романом Оскара Вайлда, де зіграв роль лорда Генрі, а в 1928 році на екрани вийшов фільм «Білий орел», в якому Меєргольд виконав роль сенатора.
Після революції 1917 року, яку Меєргольд вітав, він брав активну участь у роботі Театрального відділу Народного комісаріату освіти. У 1918 році він першим з видатних діячів театру вступив в члени ВКП(б), співпрацював з Театральною радою, а після переїзду уряду до Москви став заступником завідувача відділенням Петроградського ТЕО Наркомпроса.
Там же в Петрограді він керував інструкторськими курсами з навчання майстерності сценічних постановок і Школою акторської майстерності.
У 1921 році Меєргольд організував Вищі режисерські майстерні, на базі яких у 1922 році було створено Державний інститут театрального мистецтва (ГИТИС), при якому існував театр ГІТІСу. У 1923 році він був офіційно перейменовано в Театр імені Всеволода Меєргольда (ТІМ), з 1926 року — Державний театр імені Всеволода Меєргольда (ГОСТІМ).
Меєргольд також керував Театром Революції (1922—1924), ставив спектаклі в Маріїнському і Ленінградському малому оперному театрах, здійснив постановки драм Пушкіна на радіо (1937).
Режисерська діяльність Меєргольда з 1920-х рр зосередилася в ТІМа, який він очолював з 1920 по 1938 рік. ТІМ поставив 26 п'єс, більша частина з яких належала сучасним радянським авторам. Постановками «Містерії-буф», «Клопа», «Лазні» Володимира Маяковського, «Мандата» Миколи Ердмана, «Ревізора» Миколи Гоголя та інших театр Меєргольда завоював гучну славу.
Тим не менше, театр був звинувачений у відриві від радянського життя і від радянської літератури, в тязі до письменників, які виявилися ворогами народу, у протистоянні загального курсу на соціалістичний реалізм.
17 грудня 1937 року в газеті «Правда» вийшла стаття «Чужий театр».
7 січня 1938 року постановою Комітету в справах мистецтв при Раднаркомі СРСР ТІМ був ліквідований як такий, що займає «чужі радянському мистецтву, наскрізь буржуазні формалістичні позиції».
У ці трагічні дні Костянтин Станіславський не побоявся простягти руку підтримки Всеволоду Емільовичу, і Меєргольд прийняв запрошення Станіславського і перейшов у його оперний театр.
7 серпня 1938 року Станіславський помер, і вже ніщо не могло врятувати опального Меєргольда.
У травні-червні 1939 року Меєргольд розробив план виступів студентів інституту ім. Лесгафта на параді фізкультурників у Ленінграді. Це була його остання режисерська робота.
У ніч з 19 на 20 червня 1939 року Мейєргольд був арештований у своїй квартирі за обвинуваченням у тому, що він був завербований для участі в антирадянській роботі ще в 1922 році.
1 лютого 1940 року Військова колегія Верховного суду засудила Меєргольда «до вищої міри кримінального покарання — розстрілу з конфіскацією належного йому майна». Всеволоду Меєргольду після всіх витончених тортур, перед смертю — по черзі — зламали всі пальці. А потім втопили в нечистотах (версія його смерті після розкриття архівів). Для звітності написали, як годиться: 2 лютого 1940 року Меєргольд був розстріляний у Бутирській в'язниці в Москві, похований у спільній могилі. Меєргольд НЕ підписав папір про троцькістську змову, в якій нібито брали участь Еренбург, Леонов, Пастернак, Катаєв, Ейзенштейн, Шостакович та багато інших — і їх не чіпали. Після тортур він підписав папір тільки на СЕБЕ, чим страшно розлютив НКВД-шників (Андрій Безсмертний Анзіміров).
26 листопада 1956 року Всеволод Меєргольд був визнаний незаконно репресованим і посмертно реабілітований Військовою Колегією Верховного суду СРСР.

### Особисте життя
Всеволод Меєргольд був одружений з Ольгою Мунт, з якою він одружився в 1896 році. У подружжя народилися три дочки.
Восени 1921 року в майстерню Меєргольда прийшла Зінаїда Райх, в яку режисер закохався з першого погляду. Райх стала дружиною Меєргольда, і він усиновив її дітей від першого шлюбу з Сергієм Єсеніним.

## Пам'ять
За загальним визнанням Всеволод Меєргольд — ключова фігура в театральному мистецтві XX століття, режисер, чий досвід вивчають і використовують театральні діячі у всьому світі.
У 1984 році в Пензі відкритий Музей сценічного мистецтва імені Всеволода Меєргольда. У 1999 році на його території встановлено перший у світі пам'ятник режисерові.
У 1991 році з ініціативи Комісії з творчої спадщини режисера і за підтримки Спілки театральних діячів Росії і Союзу архітекторів Росії заснований Центр імені Мейєргольда (ЦІМ).
2 лютого 1990 року вперше відзначався день смерті Меєргольда (раніше точна дата була невідома).